# Setellia poeciloptera
Setellia poeciloptera är en tvåvingeart som beskrevs av Friedrich Georg Hendel 1911. Setellia poeciloptera ingår i släktet Setellia och familjen Richardiidae. Inga underarter finns listade i Catalogue of Life.